# Kabaret Moralnego Niepokoju

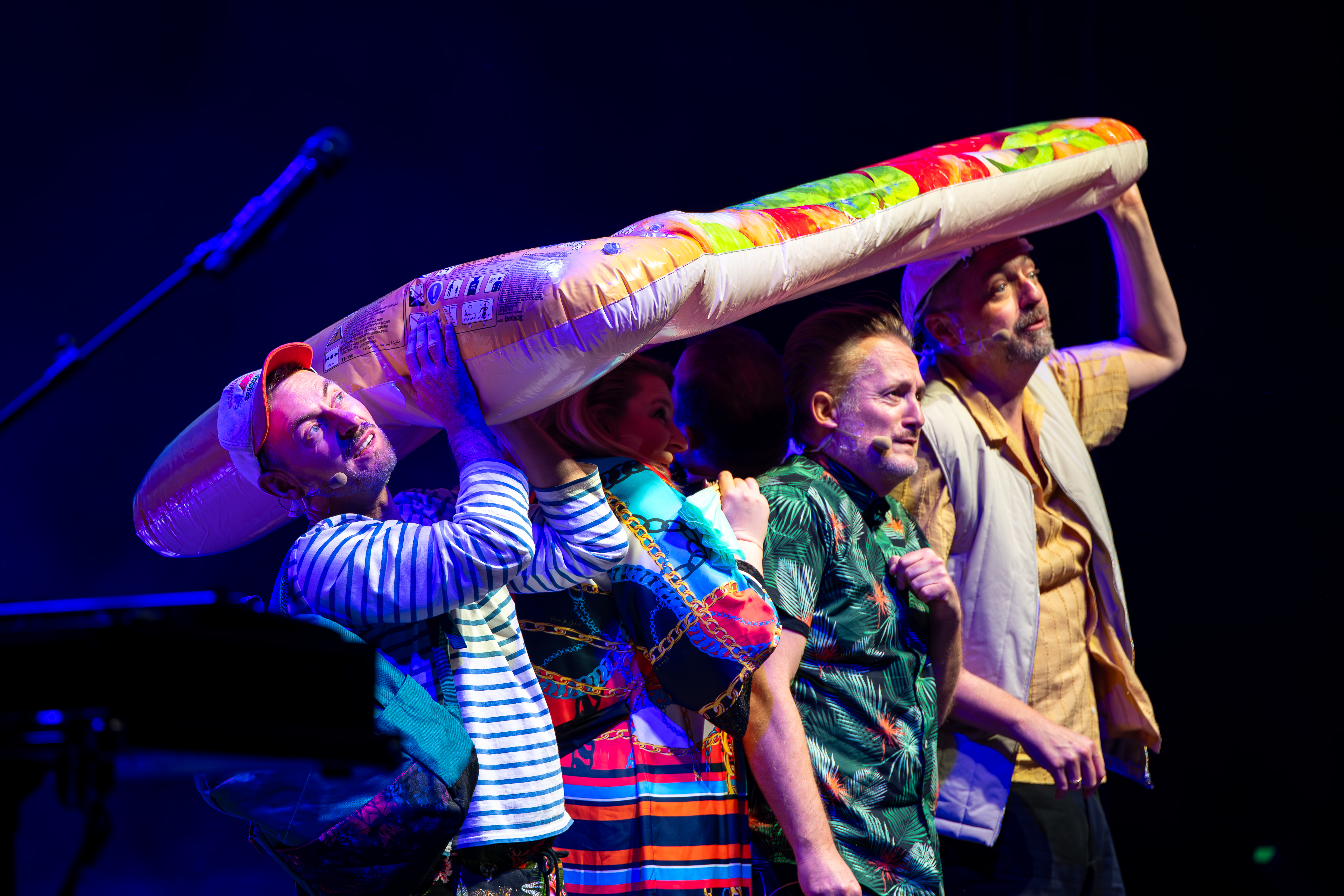
Kabaret Moralnego Niepokoju podczas występu (2023)

Kabaret Moralnego Niepokoju – polska grupa kabaretowa założona w 1993 w Warszawie.

## Skład
Zespół aktorski

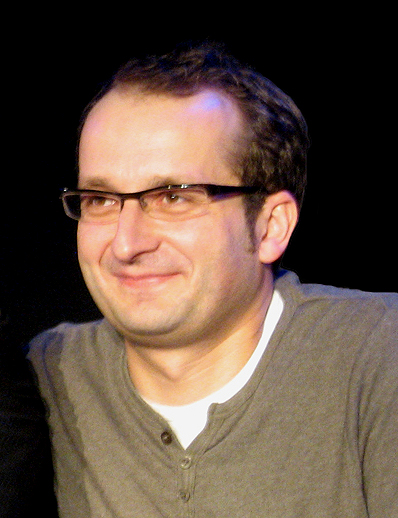
Robert Górski (autor tekstów)
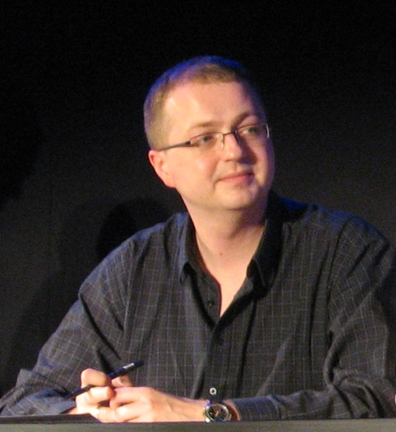
Przemysław Borkowski (autor tekstów)
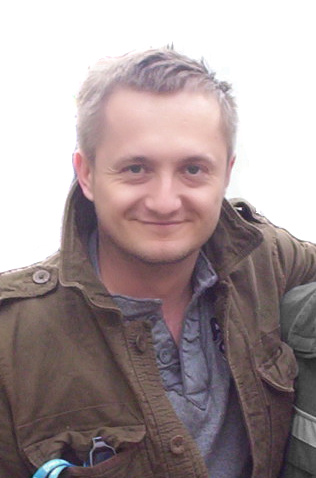
Mikołaj Cieślak
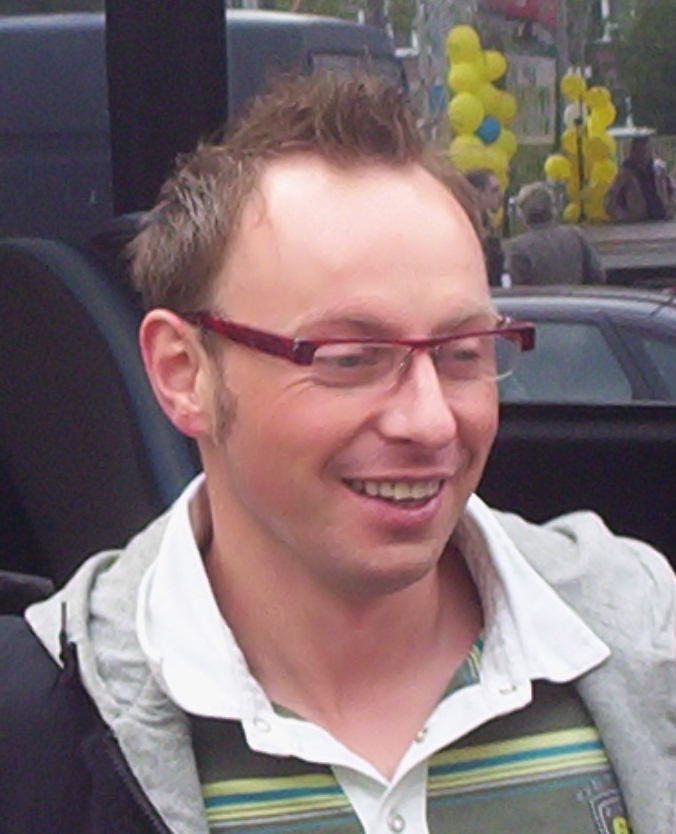
Rafał Zbieć
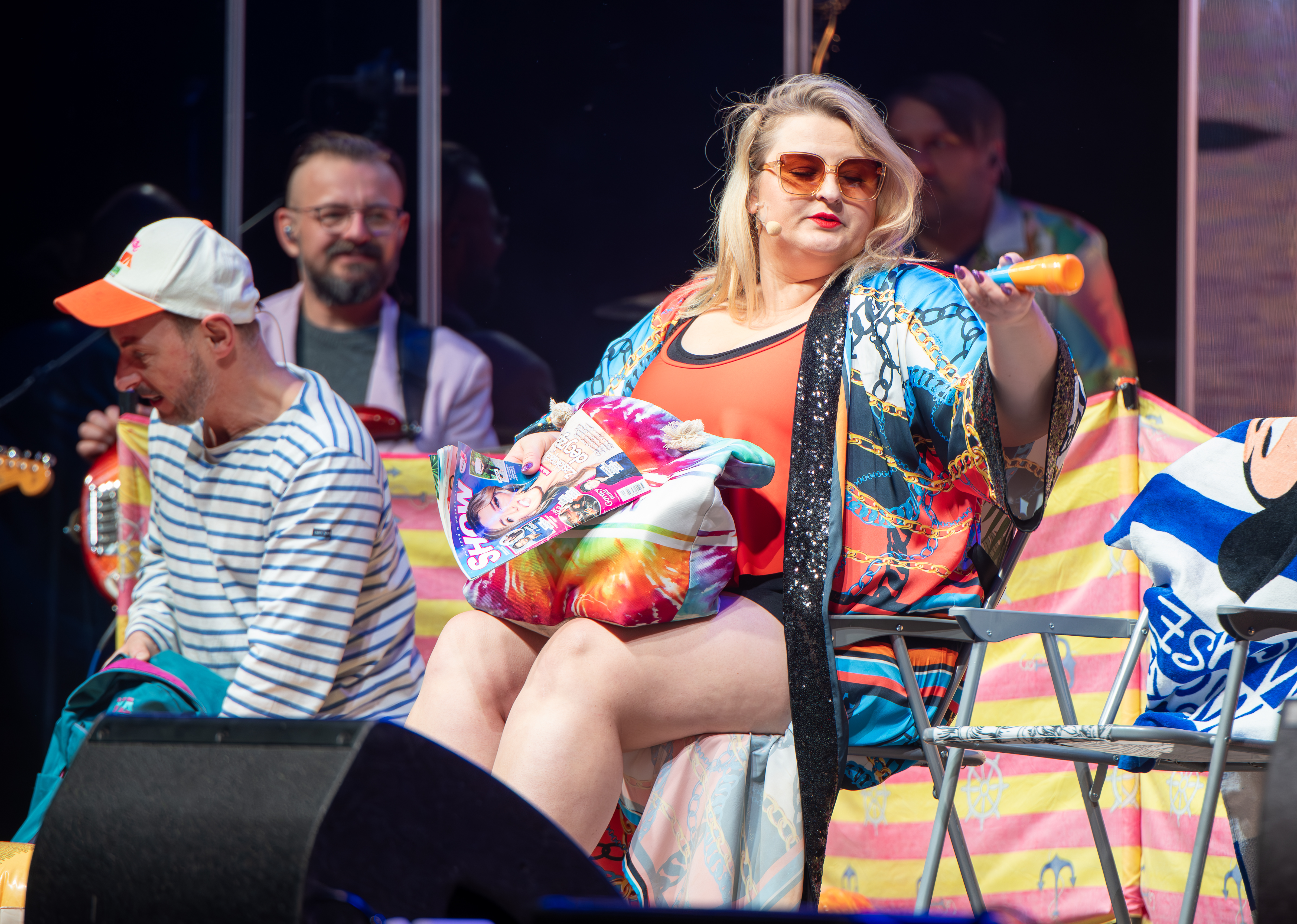
Marta Podobas

Zespół muzyczny
- Bartłomiej Krauz (akordeon)
- Wojciech Orszulak (gitara, także menedżer kabaretu)

Dawniej w KMN występowali
- Magdalena Stużyńska-Brauer (do 2017)
- Agata Załęcka (do czerwca 2012)
- Katarzyna Pakosińska (do lutego 2011)
- Karolina Rabenda (kompozycje, śpiew)
- Katarzyna Zygmont (kompozycje, śpiew)
- Paweł Goleń (kompozycje, aranżacje)
- Maciej Szczyciński (gitara)
- Michał Majczak
- Agnieszka Trzebska
- Justyna Kuśmierczyk
- Ewa Standzoń
- Marcin Mścichowski

## Twórczość kabaretu
Kabaret powstał w 1993 na Wydziale Polonistyki Uniwersytetu Warszawskiego. Jego twórcy byli wówczas w większości członkami wydziałowego samorządu, na którego siedzibie umieścili tablicę z napisem - „Klub Poszukiwaczy Prawdy i Piękna”. Pierwszy program, zatytułowany „Królewna, Rycerz i Smok”, miał premierę w karnawale 1994 na Wydziale Polonistyki UW w sali nr 4. Nazwę grupy wymyślił jeden z jej członków, Przemysław Borkowski. W 1996 zdobyli Grand Prix na XII Przeglądzie Kabaretów PaKA ’96 w Krakowie.
Kabaret zdobył dużą popularność dzięki częstym występom w telewizji oraz błyskotliwym tekstom Roberta Górskiego. W emitowanym w latach 2003–2006 w TVP2 autorskim programie satyrycznym grupy pt. Tygodnik Moralnego Niepokoju co tydzień prezentowane były premierowe skecze. Kabaret skupia się głównie na sprawach społecznych, absurdach życia codziennego oraz nie stroni od polityki. Na przełomie 2007 i 2008 kabaret tworzył program pt. Miesięcznik Moralnego Niepokoju. Kabaret był gospodarzem Kabaretowej Nocy Listopadowej.
23 lutego 2011 z kabaretu odeszła Katarzyna Pakosińska, której miejsce w zespole zajęła Agata Załęcka. Następnie żeńską przedstawicielką w grupie była Magdalena Stużyńska-Brauer.

## Nagrody
- Ogólnopolski Przegląd Kabaretów PAKA w Krakowie w 1996:
  - Grand Prix
  - Nagroda Publiczności
  - Nagroda Dziennikarzy
  - Nagroda Środowiska Kabaretowego
- Lidzbarskie Biesiady Humoru i Satyry 1996 w Lidzbarku Warmińskim:
  - Grand Prix
  - Złota Szpilka
- Ogólnopolski Przegląd Kabaretów PAKA w Krakowie w 1997:
  - Nagroda Publiczności
  - Nagroda Środowiska Kabaretowego
- Ogólnopolski Festiwal Sztuki Estradowej ZASP 2000 w Warszawie:
  - II nagroda
- Pojedynek Gigantów w krakowskiej Rotundzie w 2006:
  - I nagroda
- Świry 2007
  - Tytuł oraz statuetka Świrów 2007 za najbardziej absurdalny kabaret

## Płyty

### DVD
- Kabaret Moralnego Niepokoju, DVD 1 (2005)
- Kabaret Moralnego Niepokoju, DVD 2 (2005)
- W samo popołudnie (razem z Ani Mru-Mru) (2007)
- Historia Polski według Kabaretu Moralnego Niepokoju (2008)
- Tygodnik Moralnego Niepokoju (2008)
- Trasasasa (2009)
- Babilon Tour (2010)
- Galaktikos (2011; dostępne również w formacie Blu-ray)
- Pogoda na suma (2013; dostępne również w formacie Blu-ray)
- Jerzyk dzisiaj nie pije oraz Wszystko co najlepsze (2 DVD) (2015)
- Maj zaczyna się we wtorek (2017)
- Tego jeszcze nie grali (2019)
- Za długo panowie byli grzeczni (2022)[9]

### Blu-ray
- Galaktikos (2011; dostępne również na DVD)
- Pogoda na suma (2013; dostępne również na DVD)

### CD
- Piosenki, czyli walizki pełne wody (2008)

## Programy kabaretowe
- Sonata metafizyczno-rozrywkowa (1996)
- Parada uniesień, czyli metafizyka na świeżym powietrzu (1997)
- Czarny Kot (1998)
- La Granda Maniana (2000)
- Piosenki (2002)
- Jakoś to będzie (2003)
- A miało być tak pięknie (2005)
- Historia Polski według Kabaretu Moralnego Niepokoju (2006)
- Historia świata według Kabaretu Moralnego Niepokoju (2006)
- Babilon Tour (2007)
- Zgadzamy się z każdym posunięciem władz (2007)
- Bajki (2008)
- Trasasasa (2009)
- Galaktikos[10] (2011)
- Historia literatury według Kabaretu Moralnego Niepokoju (2011)
- Pogoda na suma (2013)
- Jerzyk dzisiaj nie pije (2014)
- Maj zaczyna się we wtorek (2017)[11]
- Tego jeszcze nie grali (2018)[12]
- Za długo panowie byli grzeczni (2021)[13]
- 100 procent (2021)[14][15]
- Normalne to to nie jest (2024)[16]
- Ucho Prezesa – serial internetowy (od 8 stycznia 2017 do 2019)